# Jaspis (geslacht)
Jaspis is een geslacht van sponsdieren uit de klasse van de Demospongiae (gewone sponzen). 

## Soorten
- Jaspis albescens (Row, 1911)
- Jaspis atolensis Lira & Pinheiro, 2015
- Jaspis biangulata (Lindgren, 1897)
- Jaspis coreana Sim & Lee, 2004
- Jaspis corticomicroxea Lira & Pinheiro, 2015
- Jaspis cristacorrugatus Kennedy, 2000
- Jaspis diastra (Vacelet & Vasseur, 1965)
- Jaspis digonoxea (de Laubenfels, 1950)
- Jaspis duosaster Hoshino, 1981
- Jaspis eudermis Lévi & Vacelet, 1958
- Jaspis gigoxea Lira & Pinheiro, 2015
- Jaspis griseus Lévi, 1959
- Jaspis hiwasaensis Hoshino, 1977
- Jaspis iacuitaster Lira & Pinheiro, 2015
- Jaspis inconditus (Topsent, 1892)
- Jaspis incrustans (Topsent, 1890)
- Jaspis investigatrix (Annandale, 1915)
- Jaspis johnstonii (Schmidt, 1862)
- Jaspis laingi Pulitzer-Finali, 1996
- Jaspis lutea (Carter, 1886)
- Jaspis manihinei Pulitzer-Finali, 1993
- Jaspis novaezealandiae Dendy, 1924
- Jaspis penetrans (Carter, 1880)
- Jaspis pleopora (de Laubenfels, 1957)
- Jaspis reptans (Dendy, 1905)
- Jaspis sadoensis Tanita, 1965
- Jaspis salvadori Boury-Esnault, 1973
- Jaspis sansibarensis (Baer, 1906)
- Jaspis serpentina Wilson, 1925
- Jaspis sollasi (Burton & Rao, 1932)
- Jaspis splendens (de Laubenfels, 1954)
- Jaspis stellifera (Carter, 1879)
- Jaspis stelligera (Dendy & Burton, 1926)
- Jaspis variaster Lira & Pinheiro, 2015
- Jaspis velezi (Wintermann-Kilian & Kilian, 1984)
- Jaspis virens Lévi, 1958
- Jaspis wondoensis Sim & Kim, 1995